# Teófilo Torres Corzo
Teófilo Torres Corzo (San Luis Potosí, San Luis Potosí, 9 de agosto de 1946-15 de octubre de 2023) fue un empresario y político mexicano, miembro del Partido Revolucionario Institucional (PRI). Fue diputado, senador y gobernador del estado de San Luis Potosí de 1992 a 1993. 

## Biografía
Era licenciado en Derecho egresado de la Universidad Autónoma de San Luis Potosí y tenía una maestra alta dirección de empresas en el Instituto Panamericano de Alta Dirección de Empresa (IPADE). Se dedicó al ejercicio de su profesión y es fundador de varias empresas en San Luis Potosí, entre las que están: Torres Corzo y Asociados Abogados, S.C.; Organización Editorial Potosina, S.A.; Grupo editorial Plano Informativo; Comercializadora de Radio del Centro, S.C.; Arrendadora Torres Corzo, S.A.; Asesoría Potosina a la Publicidad, S.C.; Sistemas Digitales de Seguridad Privada, S.A. de C.V.; Tocma Internacional, S.A.; y Corporación San Luis.
De 1967 a 1968 fue agente del ministerio público de la Procuraduría General de Justicia de San Luis Potosí (PGJ), en 1968 fue primer auxiliar del Procurador de Justicia y en 1969 director de Procesos de la misma PGJ, director de la Penitenciaría de San Luis Potosí, director Policía Preventiva Municipal y en 1970 director de la Policía Judicial del estado. En 1971 fue fundador y director de la Policía Urbana, Bancaria e Industrial.
En 1985 fue postulado candidato del PRI a diputado federal por el Distrito 1 de San Luis Potosí, resultando elegido a la LIII Legislatura que concluyó en 1988. En 1990 fue elegido diputado a la LIII Legislatura del Congreso del Estado de San Luis Potosí en donde fue presidente de la Gran Comisión y líder del grupo parlamentario del PRI. 
En este cargo le correspondió enfrentar la serie de conflictos políticos que vivió el estado de San Luis Potosí a raíz de las elecciones de 1991 que declararon ganador al candidato del PRI Fausto Zapata Loredo lo que no fue aceptado por su opositor Salvador Nava Martínez que denunció fraude electoral. Zapata tomó protesta el 26 de septiembre de ese año en medio de protestas, pero pidió licencia el 9 de octubre siguiente, en que asumió como gobernador sustituto Gonzalo Martínez Corbalá, y un año después, el 9 de octubre de 1992 Martínez Corrala pidió licencia al cargo con intención de ser candidato del PRI a gobernador constitucional; ese día, Torres Corzo fue elegido nuevo gobernador sustituto por el Congreso, asumiendo del cargo. 
Sin embargo, la oposición denunció que el intento de reelección de Martínez Corbalá era inconstitucional, así como su licencia. El conflicto terminó con la renuncia a la candidatura de Martínez Corbalá y la postulación en su lugar de Horacio Sánchez Unzueta como candidato del PRI. Torres Corzo permaneció en la gubernatura correspondiéndole organizar las elección extraordinaria de 1993 y entregar la gubernatura a Sánchez Unzueta el 18 de mayo de 1993.
Tras este hecho, se retiró de la política activa y se dedicó a sus actividades profesionales privadas. Retornó a dicha actividad política hasta 2012, al ser postulado candidato del PRI a senador por San Luis Potosí en primera fórmula. Sin embargo no logró la victoria, que correspondió a los candidatos del Partido Acción Nacional (PAN) pero ocupó entonces la senaduría de primera minoría. Ejerció en las Legislaturas LXII y LXIII de 2012 a 2018, en donde ocupó los cargos de presidente de la comisión de Relaciones Exteriores, Asia-Pacífico; e integrante de las comisiones de Fomento Económico; de Relaciones Exteriores, Europa; y, de Seguridad Pública.
Falleció el día 15 de octubre de 2023.

## Reconocimientos
- Orden del Sol Naciente, rayos de oro con lazo al cuello. Japón.[3]